# Frederico Guilherme II, Duque de Saxe-Altemburgo
Frederico Guilherme II (Weimar, 12 de Fevereiro de 1603 – Altemburgo, 22 de Abril de 1669), foi um duque de Saxe-Altemburgo.

## Vida

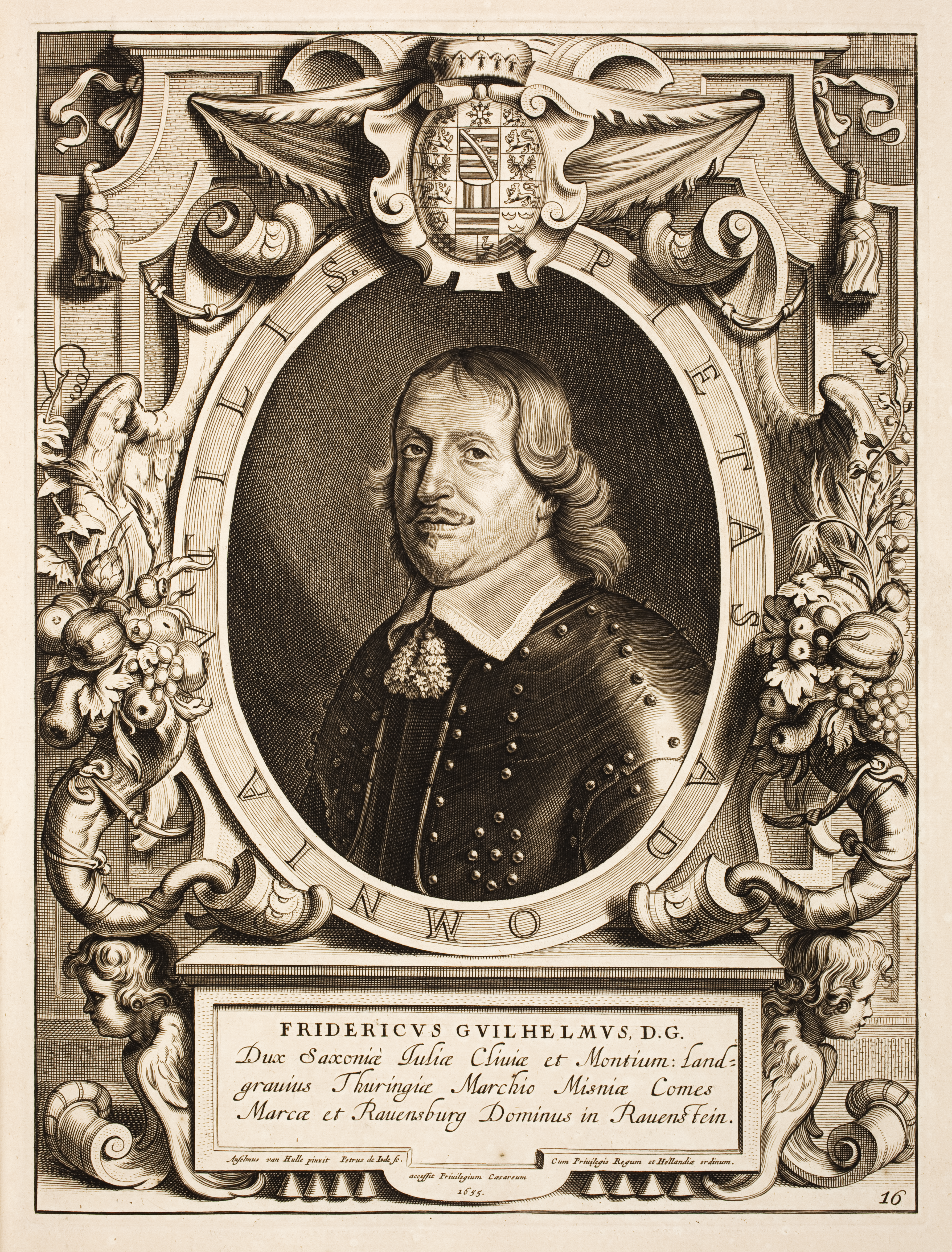
Gravura de Frederico Guilherme II.

Era o filho mais novo de Frederico Guilherme I, Duque de Saxe-Weimar e da condesa Ana Maria do Palatinado-Neuburgo, a sua segunda esposa. Nasceu oito meses depois da morte do pai, a 7 de Julho de 1602.
Pouco depois do seu nascimento, Frederico Guilherme II e os seus irmãos mais velho herdaram o ducado de Saxe-Altemburgo em conjunto sob a regência do príncipe-eleitor Cristiano II e, depois do seu irmão, João Jorge I da Saxónia até 1618, quando o seu irmão mais velho, João Filipe, assumiu o governo do ducado e a guarda dos irmãos mais novos.
Em 1632, dois dos seus irmãos mais velhos já tinham morrido. Frederico Guilherme II e o seu irmão mais velho, João Filipe passaram a governar em conjunto; mas, na verdade, era João Filipe o principal governante de Saxe-Altemburgo. Frederico Guilherme II foi apenas governante honorário até à morte de João Filipe em 1639, altura em que começou o seu reinado único.
Em 1660, Frederico Guilherme adquiriu as cidades de Themar e Meiningen. Em 1664 construiu uma residência (o Jagdschloss) em Hummelshain, e, em 1665, construiu uma residência de viuvez particularmente bela para a sua esposa Madalena Sibila à qual chamou "Magdalenenstift" em Altemburgo.
Quando morreu, foi sucedido pelo seu filho mais novo, Frederico Guilherme III.

## Casamentos e descendência
No Castelo de Altemburgo, a 18 de Setembro de 1638, Frederico casou-se com a sua primeira esposa, a princesa Sofia Isabel, única filha do príncipe Cristiano Guilherme de Brandemburgo. Sofia morreu em 1650, depois de doze anos de casamento, sem deixar descendência.
Em Dresden, a 11 de Outubro de 1652, Frederico Guilherme casou-se com a sua segunda esposa, a princesa Madalena Sibila da Saxónia, princesa-herdeira viúva da Dinamarca e filha do antigo regente de Saxe-Altemburgo, João Jorge I. Tiveram três filhosː
1. Cristiano de Saxe-Altemburgo (27 de Fevereiro de 1654 – 5 de Junho de 1663), morreu aos nove anos de idade.
2. Joana Madalena de Saxe-Altemburgo (14 de Janeiro de 1656 – 22 de Janeiro de 1686), casada com João Adolfo I, Duque de Saxe-Weissenfels; com descendência.
3. Frederico Guilherme III, Duque de Saxe-Altemburgo (12 de Julho de 1657 – 14 de Abril de 1672), foi duque de Saxe-Altemburgo durante três anos, até morrer de varíola aos 14 anos de idade.

## Genealogia
| Frederico Guilherme II, Duque de Saxe-Altemburgo | Pai: Frederico Guilherme I, Duque de Saxe-Weimar | Avô paterno: João Guilherme, Duque de Saxe-Weimar    | Bisavô paterno: João Frederico I da Saxônia             |
| Frederico Guilherme II, Duque de Saxe-Altemburgo | Pai: Frederico Guilherme I, Duque de Saxe-Weimar | Avô paterno: João Guilherme, Duque de Saxe-Weimar    | Bisavó paterna: Síbila de Cleves                        |
| Frederico Guilherme II, Duque de Saxe-Altemburgo | Pai: Frederico Guilherme I, Duque de Saxe-Weimar | Avó paterna: Doroteia Susana do Palatinado-Simmern   | Bisavô paterno: Frederico III, Eleitor Palatino         |
| Frederico Guilherme II, Duque de Saxe-Altemburgo | Pai: Frederico Guilherme I, Duque de Saxe-Weimar | Avó paterna: Doroteia Susana do Palatinado-Simmern   | Bisavó paterna: Maria de Brandenburg-Kulmbach           |
| Frederico Guilherme II, Duque de Saxe-Altemburgo | Mãe: Ana Maria do Palatinado-Neuburgo            | Avô materno: Filipe Luís, Duque Palatino de Neuburgo | Bisavô materno: Wolfgang, Conde Palatino de Zweibrücken |
| Frederico Guilherme II, Duque de Saxe-Altemburgo | Mãe: Ana Maria do Palatinado-Neuburgo            | Avô materno: Filipe Luís, Duque Palatino de Neuburgo | Bisavó materna: Ana de Hesse                            |
| Frederico Guilherme II, Duque de Saxe-Altemburgo | Mãe: Ana Maria do Palatinado-Neuburgo            | Avó materna: Ana de Cleves                           | Bisavô materno: Guilherme, Duque de Jülich-Cleves-Berg  |
| Frederico Guilherme II, Duque de Saxe-Altemburgo | Mãe: Ana Maria do Palatinado-Neuburgo            | Avó materna: Ana de Cleves                           | Bisavó materna: Maria da Áustria                        |